# Фуди, Лиам
Лиам Фуди (англ. Liam Foudy; род. 4 февраля 2000, Торонто) — канадский хоккеист, центральный нападающий клуба НХЛ «Нэшвилл Предаторз».  Чемпион мира 2021 года. В составе сборной Канады, составленной из игроков не старше 20 лет, стал победителем молодёжного чемпионата мира 2020 года.

## Юниорская карьера
На юниорском уровне играл за команду «Лондон Найтс», где с каждым новым сезоном повышал свою результативность.

## Профессиональная карьера
На драфте НХЛ 2018 года был выбран в 1-м раунде под общим 18-м номером клубом «Коламбус Блю Джекетс».
30 июля 2018 года подписал трёхлетний контракт новичка с «Коламбусом», но продолжил карьеру в «Лондон Найтс». Деюбтировал в  НХЛ 10 февраля 2020 года в матче с «Тампой-Бэй Лайтнинг», который «Лайтнинг» выиграли со счётом 2:1 в овертайме. Через 3 дня набрал первое очко в НХЛ, отдав результативную передачу в матче против «Баффало». 10 августа забил первый гол в НХЛ в пятом матче квалификационного раунда против «Мейпл Лифс», который «Блю Джекетс» выиграли со счётом 3-0 и прошли дальше.
В сезоне 2021/22 провёл лишь один матч за основную команду, проведя остальную часть сезона в АХЛ.
Сезон 2022/23 полностью провёл в составе «Коламбуса», отметившись 14 (7+7) очками в 62 матчах при показатели полезности «-26».
В сезоне 2023/24 провёл один матч за «Коламбус», после чего был выставлен на драфт отказов. Оттуда его следующим днём забрал  «Нэшвилл Предаторз», у которых травмировался центрофорвард Коди Гласс.

## Карьера в сборной
В 2016 году Лиам принял участие в Мировом кубке вызова. Команда Канады в белом, в составе которой он выступал, заняла на турнире 4-е место. На юниорском чемпионате мира 2018 года канадцы с Лиамом Фуди в составе уверенно выиграли свою группу в предварительном раунде, однако вылетели уже в первом раунде плей-офф; на счету игрока 4 результативных действия — 2 гола и 2 передачи — в 4 матчах турнира.

## Личная жизнь
Мать Лиама Франс Гаро на серьёзном уровне занималась лёгкой атлетикой — наивысшей наградой в её спортивной карьере стала серебряная медаль в эстафете 4×100 м в составе канадской команды на Олимпийских играх 1984 года в Лос-Анджелесе.
Отец Шон Фуди профессионально играл в канадский футбол и в 1994 году в составе «Би-Си Лайонс» стал обладателем Кубка Грея.
Младший брат Жан-Люк Фуди, как и Лиам, является хоккеистом. В 2020 году он был выбран в 3-м раунде драфта НХЛ клубом «Колорадо Эвеланш».